# Фрактална размерност
Фракталната размерност е математическа величина, използвана при изследването на фракталите и отразяваща изменението на сложността на геометричен обект с промяна на мащаба, в който той се разглежда.
Общата идея за дробните размерности има дълга история в математиката, но терминът фрактална размерност е въведен от френския математик Беноа Манделброт през 1967 година. Той изхожда от по-ранния труд на англичанина Люис Фрай Ричардсън, който описва контраинтуитивното наблюдение, че дължината на бреговата линия се променя в зависимост от дължината на използвана за измерването ѝ отсечка. В този контекст фракталната размерност на бреговата линия показва как броят отсечки, необходими за обхождане на крайбрежието, се влияе от дължината на отсечката.